# ميليسا روسي
ميليسا روسي (بالإنجليزية: Melissa Rossi)‏ هي صحفية أمريكية، ولدت في 1965.